# Obléhání Konstantinopole (813)
Obléhání Konstantinopole roku 813 bylo vojenské tažení bulharského chána Kruma, které skončilo neúspěšným pokusem o získání byzantského hlavního města Konstantinopole. Chán dorazil k městu 17. července 813. Zde provedl před zraky konstantinopolských obyvatel stojících na hradbách pohanský rituál, při kterém došlo k obětování zvířat a lidí. Pravděpodobně předpokládal, že se díky tomu Konstantinopol vzdá. K ničemu takovému ale nedošlo. Když Krum zjistil, že mohutné konstantinopolské hradby představují pro jeho vojenské síly příliš velkou překážku, rozhodl se s byzantským císařem Leonem V. uzavřít mír. Leon se pokusil využít příležitosti a chána zajmout, bulharský vládce se ale do pasti vlákat nenechal a jako odplatu za císařovo jednání vypálil konstantinopolská předměstí a okolní oblasti. Na cestě zpět poté dobyl město Adrianopol a odvedl odtud do bulharské říše na 10 000 zajatců. Dalšímu tažení na Konstantinopol zabránila Krumova smrt roku 814.